# Андриевский, Дмитрий Иванович
Дмитрий Иванович Андриевский (1875—1951) — генерал-майор Русской императорской армии, герой Первой мировой войны.

## Биография
Дмитрий Андриевский родился 6 февраля 1875 года. Образование получил в Орловском Бахтина кадетском корпусе, по окончании которого 1 сентября 1892 года был зачислен в 1-е военное Павловске училище. Выпущен 8 августа 1894 года подпоручиком в 18-й пехотный Вологодский полк. 7 августа 1897 года произведён в поручики.
Пройдя курс наук в Николаевской академии Генерального штаба, Андриевский в 1901 году был выпущен из неё по 1-му разряду, причём 23 мая 1901 года за успехи в науках был произведён в штабс-капитаны. Состоял при Кавказском военном округе, с 20 сентября 1902 года был помощником старшего адъютанта штаба округа. Произведённый 6 апреля 1903 года в капитаны Андриевский, числясь в прежней должности, с 26 октября 1903 года по 26 октября 1904 года для прохождения служебного ценза командовал ротой в 77-м пехотном Тенгинском полку.
4 ноября 1907 года назначен штаб-офицером для особых поручений при штабе 1-го Кавказского армейского корпуса и 6 декабря того же года произведён в подполковники. Затем, с 9 ноября 1908 года, Андриевский занимал должность старшего адъютанта штаба Кавказского военного округа, причём с 26 мая по 26 сентября проходил цензовое командование батальоном в 153-м пехотном Бакинском полку; 6 декабря 1911 года произведён в полковники.
С 6 апреля 1912 года Андриевский состоял в распоряжении начальника Генерального штаба и оставался при штабе Кавказского военного округа. Здесь он встретил начало Первой мировой войны. 14 июня 1915 года Андриевский получил в командование 14-й Туркестанский стрелковый полк. Высочайшим приказом от 7 января 1916 года он был награждён Георгиевским оружием, а 10 июня того же года получил орден св. Георгия 4-й степени
За отличия при штурме Эрзерума в январе 1916 года.
Кроме того, за боевые отличия весной 1916 года он был произведён в генерал-майоры (со старшинством от 19 января 1916 года).
10 июля 1916 года Андриевский был назначен начальником штаба 1-й Кубанской пластунской бригады. С 3 июня 1917 года состоял дежурным генералом Главного штаба.
К 15 сентября 1918 года он числился в РККА начальником отдела штаба военного руководителя Северного участка и Петроградского района, затем состоял при представителе Вооружённых сил Юга России в Закавказье генерале Баратове. После поражения белых армий он оказался в Армении и служил в армии Армянской республики. Вскоре он был арестован ЧК в Ереване и отправлен в Баку, однако сумел бежать в Персию. Проживал в Тавризе, во второй половине 1920 годов уехал во Францию и был членом общества офицеров Генерального штаба в Париже.
Дмитрий Иванович Андриевский скончался 29 мая 1951 года в Версале, похоронен на русском кладбище в Сент-Женевьев де Буа.

## Награды
Среди прочих наград Андриевский имел ордена:
- Орден Святого Станислава 3-й степени (1904 год)
- Орден Святой Анны 3-й степени (1906 год)
- Орден Святого Станислава 2-й степени (6 декабря 1909 года)
- Орден Святой Анны 2-й степени (6 декабря 1913 года)
- Георгиевское оружие (7 января 1916 года)
- Орден Святого Георгия 4-й степени (10 июня 1916 года)